# Turraea laurentii
Turraea laurentii är en tvåhjärtbladig växtart som beskrevs av De Wild.. Turraea laurentii ingår i släktet Turraea och familjen Meliaceae. Inga underarter finns listade i Catalogue of Life.